# Видерстрём, Каролина Оливия
Каролина Оливия Видерстрём (Karolina Olivia Widerström, 10 декабря 1856 — 4 марта 1949) — шведская гинеколог. Официально первая женщина-врач с университетским образованием в Швеции. Так же была феминисткой и политиком, которая занималась вопросами полового воспитания и женским избирательным правом. Видерстрём была председателем Шведского общества женского избирательного права и членом Стокгольмского городского совета.
Официально женщинам разрешили учиться в университетах в Швеции в 1870 году. В 1873—1875 Каролина была студенткой Gymnastiska centralinstitutet, в 1875—1877 ассистентом профессора Брантинга, параллельно изучала гимнастику. В 1879 году сдала экзамен в Wallinska skolan, в 1880 году — экзамен по медицинской философии в университете Уппсалы. В мае 1884 года сдала медицинский экзамен в Университете Каролины в Стокгольме.
Видерстрём хотела, чтобы женщины и девушки больше знали о своих телах, чтобы их одежда была более полезна для здоровья, и чтобы у них были те же права и возможности, что есть у мужчин. Основными направлениями её работы была гинекология и женское здоровье. Наиболее известной работой Каролины была книга Kvinnohygien (женская гигиена), которая впервые вышла в 1899 году и переиздавалась семь раз до 1932 года.
Каролина Видерстрём была избрана в Стокгольмский городской совет в 1912 году от либералов, где работала до 1915 года. Председательствовала в Шведском обществе женского избирательного права в 1918—1921 годах, до того, как женское избирательное право было гарантировано в Швеции. Стала последней председательницей организации, когда ту распустили в 1921 году по достижении цели.